# پرتی یانتونن
پرتی یانتونن (فنلاندی: Pertti Jantunen؛ زادهٔ ۲۵ ژوئن ۱۹۵۲) بازیکن فوتبال اهل فنلاند بود.
از باشگاه‌هایی که در آن بازی کرده‌است می‌توان به باشگاه فوتبال بریستول سیتی اشاره کرد.
وی همچنین در تیم ملی فوتبال فنلاند بازی کرده‌است.